# Madres de Ituzaingó
Las Madres de Ituzaingó es una organización de justicia ambiental y de derechos humanos formada en la ciudad de Córdoba, Argentina. La organización es conocida por cuestionar los efectos en la salud del modelo de producción agroindustrial, en particular del cultivo de soja en Argentina y la utilización intensa de plaguicidas. Las Madres reciben este nombre por el Barrio Ituzaingó Anexo, donde se desarrolla el conflicto ambiental.

## Orígenes
El Barrio Ituzaingó Anexo es un barrio periférico de la ciudad de Córdoba. Se encuentra ubicado en el límite sureste de la ciudad, en una zona industrial y aledaña a las zonas rurales de Córdoba, por fuera de la Av. Circunvalación, entre la Ruta Nacional 9 y la Autopista Córdoba-Pilar. Fue concebido inicialmente como un barrio para los obreros industriales, ya que en la década de los '50 se instaló allí una planta de Fiat.
A finales de 2001, un grupo de madres del Barrio Ituzaingó Anexo, localizado en el sureste de la ciudad de Córdoba, comenzaron a notar un incremento pronunciado de la cantidad de enfermos y muertos por cáncer y otras enfermedades en el barrio. Esto las motivó a realizar un mapeo comunitario de las enfermedades que los habitantes del barrio estaban experimentando, que incluían cáncer, alergia, malformaciones en nacimientos, abortos espontáneos, entre otros. El mapeo comunitario consistió en una encuesta donde principalmente relevaban las distintas enfermedades. En ese mismo estudio descubrieron que la mayoría de los casos se encontraban cercanos a las zonas agrícolas del barrio.
Sin embargo, las causas de las enfermedades aún eran desconocidas. Inicialmente, el grupo de madres vinculó las enfermedades a la falta de agua potable, que era parte de un reclamo histórico por mejorar las condiciones de infraestructura y saneamiento del barrio. El grupo comenzó a organizar protestas y actividades para atraer la atención de los vecinos y las autoridades, exigiendo la intervención de la Secretaría de Salud. A partir de las protestas y frente a la necesidad de identificarse ante los medios que cubrían las protestas, se autodenominaron "Madres de Ituzaingó".
Finalmente, las madres entraron en contacto con Raúl Montenegro, un biólogo argentino y fundador de la Fundación para la Defensa del Medio Ambiente (FUNAM), una organización ambientalista de Córdoba. Gracias a ese contacto, fue posible determinar que los suelos cercanos al barrio presentaban una alta concentración de plaguicidas y herbicidas, incluyendo sustancias como el endosulfán. Los niveles de contaminación encontrados eran altamente superiores a los permitidos, por lo que en a mediados del año 2002 las autoridades sanitarias declaran al Barrio de Ituzaingó en «emergencia sanitaria».
Las relaciones con las autoridades provinciales y municipales siempre fueron tensas. Al principio, las autoridades negaron y cuestionaron la evidencia presentada por las madres y sus aliados. Luego buscaron impedir que la evidencia se siguiera produciendo. Se sancionaron restricciones para evitar las fumigaciones, pero las normativas siguieron sin cumplirse. La falta de respuesta por parte de las autoridades municipales, provinciales y nacionales forzó a las Madres a buscar alianzas por fuera de los límites del barrio, dando origen a la campaña «Paren de fumigar».
Además de las protestas, las Madres se organizaron para litigar judicialmente. El primer juicio se realizó en el año 2012, donde se produjo un fallo a favor de las Madres que consideró a la fumigación como un delito. Sin embargo, los acusados fueron condenados con penas excarcelables. En 2020, en el segundo juicio realizado, se sobreseyó a la única persona acusada, a pesar de la evidencia presentada en el caso.

### Fundadoras
Entre las fundadoras, se encuentran Sofía Gatica, Marcela Ferreyra, Norma Herrera, Vita Ayllon, Julia Lindon y María Godoy.